# كيريل نيكولوف
كيريل نيكولوف (بالبلغارية: Кирил Николов)‏ هو لاعب كرة قدم بلغاري في مركز الوسط، ولد في 18 يونيو 1976 في دوبنيتسا في بلغاريا. لعب مع سبورتينغ براغا وسلافيا صوفيا ونادي ليتكس لوفتش.

## وصلات خارجية
- كيريل نيكولوف على موقع قاعدة بيانات كرة القدم.إي يو (الإنجليزية)